# Chowgondanahalli, Dod Ballapur
Chowgondanahalli là một làng thuộc tehsil Dod Ballapur, huyện Bangalore Rural, bang Karnataka, Ấn Độ.